# Bátovce
Bátovce (allemand : Frauenmarkt , hongrois : Bát) est un village de Slovaquie situé dans la région de Nitra.

## Histoire
Première mention écrite du village en 1320.

## Démographie

### Évolution de la population
| Année:               | 1994. | 2004.   | 2014.   | 2024.   |
| -------------------- | ----- | ------- | ------- | ------- |
| Nombre de personnes: | 1053  | 1080    | 1110    | 1180    |
| Différence:          |       | +2,56 % | +2,77 % | +6,30 % |

| Année:               | 2023. | 2024.   |
| -------------------- | ----- | ------- |
| Nombre de personnes: | 1189  | 1180    |
| Différence:          |       | -0,75 % |